# اللغة النوردية القديمة
النوردية القديمة أو النُرمانية القديمة (نسبة إلى النُرمان (بالإنجليزية: Norsemen)‏) هي لغة جرمانية شمالية كان يتحدثها سكان إسكندناوة وما وراء بحارها خلال عصر الفايكنغ وحتى القرن الرابع عشر. وقد ميزت عمليات التغير البطيئة اللغة الإسكندنافية القديمة عن شكلها الأقدم، وهو الإسكندنافية المبكرة، والتي انتهى استخدامها في أواخر القرن الثامن الميلادي، وهناك فترة انتقالية أخرى أدت إلى تحول الإسكندنافية القديمة إلى شكلها الحديث (اللغات الجرمانية الشمالية الحديثة) بدأت فيما بين أواسط وأواخر القرن الرابع عشر، وأنهت بذلك ما يُعرف بالإسكندنافية القديمة. ولكن هذه التواريخ ليست مُطلقة، فهناك كتابات بالإسكندنافية القديمة تعود إلى القرن الخامس عشر، لكن اللغة كانت ضئيلة الاستخدام بعد القرن الرابع عشر على أي حال وماتت بسرعة.
معظم المتحدثين باللهجات الإسكندنافية القديمة كانوا يتحدثون اللهجة الإسكندنافية الشرقية القديمة، وذلك في ما هو الدنمارك والسويد اليوم (أي كانوا يتحدثونها في هذين البلدين). والنصوص الآيسلندية التي تعود إلى العصور الوسطى كانت مكتوبة باللهجتين الآيسلندية القديمة والنرويجية القديمة، وهاتان اللهجتان اشتُقّا من اللهجة الإسكندنافية الغربية القديمة.
لا يوجد إقليم جغرافي واضح يتحدث واحدة فقط من اللهجتين، حيث وجدت آثار للإسكندنافية الشرقية القديمة في شرق النرويج وآثار للإسكندنافية الغربية القديمة في شرق السويد.

## اللهجات

### الإسكندنافية الغربية القديمة
في القرن السابع الميلادي نشأت للمرة الأولى اللهجة الإسكندنافية الغربية القديمة، لتُصبح لهجة قائمة بحد ذاتها. وأبرز ما ميَّز هذه اللهجة وجعلها تُصبح لهجة منفصلة عن اللهجات الأخرى هو أن تركيبات "mp" و"nt" و"nk" تغيَّرت فيها إلى "pp" و"tt" و"kk"، والجدول الآتي يُوضح هذا التغير الذي طرأ عليها بالمقارنة بين طرق كتابة بعض الكلمات في مختلف اللهجات الإسكندنافية القديمة (بالإضافة إلى اللغة العربية لتوضيح المعاني):
| العربية | الإسكندنافية الغربية القديمة | الإسكندنافية الشرقية القديمة | الإسكندنافية المبكرة |
| ------- | ---------------------------- | ---------------------------- | -------------------- |
| فِطر     | s(v)ǫppr                     | svamper                      | *swampu              |
| منحدر   | brattr                       | branter                      | *brantaz             |
| أرملة   | ekkja                        | ænkia                        | *ain(a)kjōn          |
| انكماش  | kreppa                       | krimpa                       | *krimpan             |
| عَدْو     | spretta                      | sprinta                      | *sprintan            |
| غَرَق     | søkkva                       | sænkva                       | *sankwian            |

ومن ضمن التغيرات المبكرة الأخرى في الإسكندنافية الغربية القديمة التي ميزتها عن اللهجات الأخرى هو تغير كتابة كلمات "bú" (يقطن) و"kú" (صيغة المفعول به لكلمة «بقرة») و"trú" (إخلاص) فيها، حيث كانت هذه الكلمات تُكتَب في الإسكندنافية الشرقية القديمة كـ"bō" و"kō" و"trō". تميَّزت الإسكندنافية الغربية القديمة أيضاً بمُحافظتها على شكلة "u" وهذا معناه أن الكلمة الإسكندنافية المُبكرة "*tanþu" (أي سن) ستُنطق في الإسكندنافية الغربية كـ"tǫnn" بدلاً من "tann" كما في الإسكندنافية الشرقية.
ظهرت النصوص المكتوبة الأولى باللهجة الإسكندنافية الغربية القديمة خلال فترة أعوام 1150 - 1200م، وقد كانت هذه النصوص تتناول بشكل أساسي المواضيع التاريخية والدينية المتعلقة بحضارات تلك الفترة. خلال القرنين الثالث عشر والرابع عشر الميلاديين اكتسبت منطقتا وسط النرويج (ترونديلاغ) وغرب النرويج في النرويج أهمية خاصة كمناطق متحدسة بالإسكندنافية الغربية القديمة، وازدهرت فيهما اللغة وتطورت بحيث أصبحت تضم مجموعة متنوعة وغنية من التصريفات اللغوية. حتى بداية القرن الرابع عشر كانت لا زالت لهجات الإسكندنافية الغربية القديمة مختلفة عن بعضها اختلافاً طفيفاً وبسيطاً فحسب، ولم تكن الآيسلندية القديمة قد أصبحت بعد مختلفة عن اللهجات الأخرى أكثر مما كانت تختلف لهجات النرويجية القديمة عن بعضها البعض.
لكن منذ مرحلة مبكرة كانت قد بدأت النرويجية القديمة تنفصل عن الآيسلندية القديمة، حيث أنها أصبحت تتغاضى عن كتابة ونطق حرف "h" الساكن عندما يَسبق حروف "l" و"n" و"r"، فعلى سبيل المثال بينما كانت تُدوَّن كلمة «قبضة» في الآيسلندية القديمة بهجاء "hnefi" فإنها كانت تُهجى كـ"nefi" في نصوص النرويجية القديمة.
منذ أواخر القرن الثالث عشر الميلادي بدأت اللهجتان الآيسلندية والنرويجية القديمتان بالاختلاف والانفصام عن بعضهما أكثر وأكثر، إذ يَبدو أن اختلاف اللهجات قد ازدادَ وتسارع في النرويج على إثر أحداث الموت الأسود والاضطرابات الشعبية الأخرى التي جاءت في فترة ما بعد عام 1350. ومنذ أواخر القرن الرابع عشر أصبحَ يُشار إلى اللغة المستخدمة في النرويج عُموماً باسم النرويجية الوسيطة.
في فترة ما من تاريخ اللهجة الإسكندنافية الغربية القديمة أصبحت أصوات حروف العلة الأساسية فيها أكثر طولاً، خصوصاً في اللهجة النرويجية، بحيث أن كلمة "eta" الإسكندنافية الغربية تُصبح "éta" في النرويجية القديمة، و"akr" في النرويجية القديمة تُصبح "ákr" في الآيسلندية القديمة، و"ek" تُصبح "ék".

#### الآيسلندية القديمة
في اللغة الآيسلندية القديمة كان يُتغاضى عن كتابة الحرف الاستهلالي "w" عندما يَتبعه "ɾ". ويُمكن رؤية هذا الاختلاف عندَ مُقارنة كلمة "rangur" بالآيسلندية القديمة بـ"vrangr" في النرويجية القديمة و"vrangʀ" في الإسكندنافية الشرقية القديمة، وقد طرأ نفسُ هذا التغير أيضاً على اللغة الغوتلندية القديمة.
دُمجَ حرفا "w" و"v" معاً في الآيسلندية القديمة خلال القرن الثاني عشر، وقد أدى هذا إلى أن يُصبح حرف "v" حرفاً مختلفاً عن "f"، وأصبحَ من المهم التفريق بينهما في الكتابة.
كما دُمج أيضاً صوت "Œ/Ǿ" (الذي يُنطق في الأبجدية الدولية كـ"ø:") إلى "Æ" (ɛ:) خلال القرن الثالث عشر الميلادي. وبذلك أصبحت كلمة «أخضر» التي كانت تُكتب "grœnn" قبل القرن الثالث عشر تُكتَب كـ"grænn" في الآيسلندية القديمة. وبحلول نهاية القرن الثالث عشر دُمج أيضاً صوت "Ę" (أي ɛ) إلى "E" (e).

#### النرويجية القديمة
كانت اللغة النرويجية القديمة مرحلة وسطية فيما بين اللغتين الإسكندنافية الغربية القديمة والنرويجية الوسطى، وقد تحدث بها سكان منطقة النرويج في الحقبة بين القرنين الحادي عشر والرابع عشر الميلاديَّين.

#### الإسكندنافية الغرينلاندية
كان الناس يَتحدثون اللهجة الإسكندنافية الغرينلاندية في المستعمرات الآيسلندية في غرينلاند، لكن عندما ماتت هذه المستعمرات في القرن الخامس عشر الميلادي انقرضت اللهجة معها.

### الإسكندنافية الشرقية القديمة
ظهرت اللهجة الإسكندنافية الشرقية القديمة في فترة أعوام 800 إلى 1100م، وهي تسمى في السويدية «السويدية الرونية»، فيما تُسمى في الدنماركية «الدنماركية الرونية». ولكن السبب وراء هذه التسميات ليسَ لغوياً (إنما هو لأن نصوصها المكتوبة الأولى ظهرت في الألواح الرونية القديمة)، حيث أن الاختلافات بين هذه اللغات كانت بالكاد موجودة في المراحل المُبكرة من تاريخ مجموعة اللهجات هذه. يَبدو أن منطقة الدنمارك كانت دائماً الأكثر تعرضاً من بين هذه اللهجات للتغيرات اللغوية، لكن مع ذلك فحتى هذا اليوم لم تدخل الكثير من التغيرات التي طرأت على الدنماركية القديمة إلى السويدية، حيث أن السويدية في كلا شكليها القديم والحديث كانت دائماً الأقل تغيراً والأكثر حفاظاً على أصلها اللغوي من بين كافة اللغات الإسكندنافية الشرقية القديمة.
تتميز اللغات الإسكندنافية الشرقية القديمة بقدمها وحفاظها على أصلها إلى حد كبير في الآن ذاته، وخصوصاً السويدية (التي لم تتغير كثيراً عن شكلها القديم إذا ما قورنت مثلاً بالدنماركية). حيث أن السويدية تعادل أو تتفوق في قدمها وحفاظها على أصلها على الإسكندنافية الغربية القديمة في جوهرها، والإسكندنافية الغربية بدورها تفوق الإسكندنافية الشرقية في حفاظها على أصلها.
كان الحرف "ʀ" (الذي تطوَّر من الحرف "z" في حقبة الإسكندنافية المبكرة) لا يَزال منفصلاً عن حرف "r" في مُعظم المواضع اللغوية على أيام اللغات الإسكندنافية الشرقية القديمة، وأما في الإسكندنافية الغربية فكان قد اندمجَ بالفعل مع "r".

#### الدنماركية القديمة
حتى مطلع القرن الثاني عشر الميلادي كانت لا تزال الإسكندنافية الشرقية القديمة لهجة واحدة في جوهرها، لكن عندَ هذه المرحلة بدأت الدنماركية القديمة أولى انفصالات اللهجات عندما بدأت بالاختلاف والتفرُّع عن السويدية القديمة. ومع انتشار هذه اللهجة بشكل غير كامل نحوَ الشمال (بمَعنى أن تؤثر على اللهجات الأخرى، فتقتبس منها اللهجات مفردات وخصائص محددة، لكنها لا تُصبح متحدثة باللهجة الدنماركية ككل) فقد وُلدت سلسلة معقدة من الحدود اللغوية تمتدُّ من زيلاند إلى سفيلاند.
دُمج حرف "hɾ" مع الحرف "ɾ" في الدنماركية القديمة خلال القرن التاسع الميلادي. وفيما بين القرنين الحادي عشر والرابع عشر الميلاديين بدأت حروف العلة غير المُشددة "-a" و"-o" و"-e" بالاندماج في حرف "-ə"، حيث يُمثلها الحرف "e". وكان يُزاد وسط هذا الحرف عند نطقه، خصوصاً عندما يَسبق حرف "-ʀ" حينما يَكون ذلك آخر حرف في الكلمة.

#### السويدية القديمة
كانت اللغة السويدية القديمة مُتحدثة في مناطق السويد وفنلندا وأولند خلال العصور الوسطى، وهي تتألف من لغتين منفصتلين، هُما السويدية القديمة المُبكرة التي كانت متحدثة بين عامي 1225 و1375م، والسويدية القديمة المتأخرة التي كانت متحدثة بين عامي 1375 و1526م.

### الغولتندية القديمة
نظراً إلى انعزال غولتند منذ زمن طويل عن باقي إسكندنافيا فإن العديد من مزايا اللغة الإسكندنافية القديمة لم تصل إليها، ونتيجة لذلك فقد تطورت الغولتندية القديمة كفرع من الإسكندنافية القديمة منفصل تماماً عن اللهجتين الشرقية والغربية، وهي لا تندرج تحت جناح أي منهما.

## وصلات خارجية
- مجموعة على الإنترنت من مواد مصدرية بالنوردية القديمة (بالإنجليزية)
- عينة صوتية بالنوردية القديمة
- قاموس أساسي للغة النوردية القديمة على قاعدة البيانات الإحصائية المعجمية العالمية (بالإنجليزية)
- استعارات النوردية القديمة في اللغة الإنجليزية القديمة والوسطى وإرثها في لهجات إنجلترا والإنجليزية المعيارية الحديثة (بالإنجليزية)